# Mallung
Mallung, ou "mallum" é um caril de vegetais verdes típico do Sri Lanka. Os vegetais podem ser espinafre, acelga, nabiça, chicória ou outros, misturados ou não e finamente cortados. Numa panela onde caibam os vegetais, aquecem-se sementes de mostarda até começarem a abrir; junta-se folha-de-caril, açafrão, peixe-das-maldivas (opcional) e os vegetais cortados, mexendo sempre para que o conjunto não queime. Quando os vegetais estiverem cozidos, junta-se coco ralado e malagueta e deixa-se ao fogo, mexendo sempre mais alguns minutos. 